# Chursinite
La chursinite è un minerale. Prende il nome da Lyudmila Chursina, attrice russa.